# Espinho (Braga)
Espinho ist eine Gemeinde im Norden Portugals.

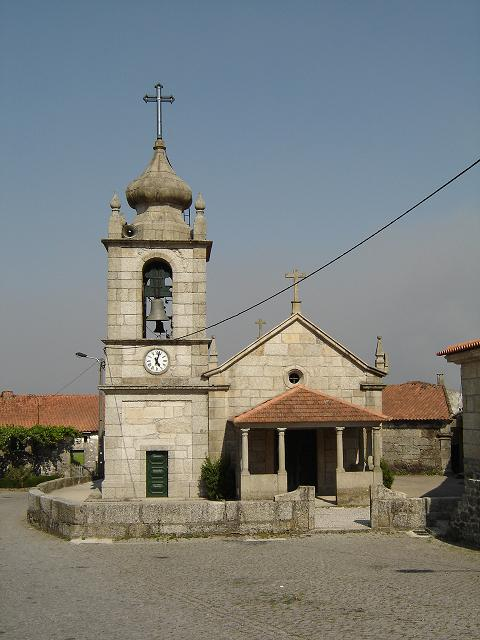
Kirche von Espinho

Espinho gehört zum Kreis und zur Stadt (pt: Cidade) Braga im Distrikt Braga, besitzt eine Fläche von 4,5 km² und hat 1057 Einwohner (Stand 19. April 2021).

## Bauwerke (Auswahl)
- Santuário do Sameiro
- Igreja Matriz (Kirche von Espinho)